# فرماندهی امنیت سایبری سپاه پاسداران انقلاب اسلامی
فرماندهی امنیت سایبری سپاه پاسداران انقلاب اسلامی با نام پیشین مرکز بررسی‌های جرائم سازمان یافته از یگان‌های وابسته به سازمان اطلاعات سپاه پاسداران انقلاب اسلامی است که در سال ۱۳۸۶ تأسیس شد. اسم اختصاری این نهاد گرداب است.
هدف از ایجاد این مرکز برخورد با تحرکات سازمان یافته داخلی و بین‌المللی و سوء استفاده از بستر اینترنت (علیه نظام جمهوری اسلامی ایران) و سایر سامانه‌های ارتباطی جهت انجام اقدامات تروریستی، جاسوسی اینترنتی، پولشویی و تهاجمات فرهنگی (علیه فرهنگ انقلاب اسلامی ایران) و هتک حرمت و توهین به مقدسات دین اسلام و ارزش‌های انقلاب اسلامی ایران با همکاری قوه قضائیه ی ایران تشکیل شده است و طبق اصل ۱۵۰ قانون اساسی جمهوری اسلامی ایران در راستای پاسداری از این نظام و دستاوردهای آن فعالیت می‌کند.
این فرماندهی در میان مردم با عنوان «مرکز بررسی جرائم سازمان یافته سایبری سپاه» نیز شناخته می‌شود و عمده شهرت آن بواسطه سایت گرداب می‌باشد.

## تاریخچه
مرکز بررسی جرائم سازمان‌یافته سپاه پاسداران در سال ۱۳۸۶ و به عنوان بخشی از پدافند سایبری سپاه و بر اساس اصل ۱۵۰ قانون اساسی تأسیس شد.
رشد قارچ‌گونه جرائم سازمان‌یافته بین‌المللی و سوء استفاده از بستر اینترنت و سایر سامانه‌های ارتباطی و انجام اقدامات تروریستی، جاسوسی اینترنتی، پولشویی و تخریب نظام فرهنگی و اجتماعی جامعه و هتک حرمت و توهین به مقدسات دینی و ارزش‌های انقلابی از دلایل راه‌اندازی این مرکز به منظور شناسایی و برخورد با جرائم مذکور با هماهنگی قوه قضائیه عنوان شد.

## هک وب‌سایت گرداب
در فروردین‌ماه سال ۱۳۸۹، وب‌سایت گرداب که از زیرمجموعه‌های سازمان فضای مجازی سپاه پاسداران انقلاب اسلامی به شمار می‌رود، مورد حمله سایبری قرار گرفت و برای مدت کوتاهی هک شد. این حمله، در روزهای آغازین فعالیت رسانه‌ای گرداب رخ داد و بازتاب گسترده‌ای در رسانه‌ها و فضای مجازی ایران داشت.
در پی این حادثه، تصویری از صفحه نخست وب‌سایت گرداب تغییر یافته بود و پیامی از سوی هکر یا هکرها به نمایش درآمده بود که اهداف سیاسی یا اعتراضی را مطرح می‌کرد. هرچند جزئیات فنی این حمله هیچ‌گاه به طور رسمی از سوی منابع مسئول منتشر نشد، اما برخی تحلیلگران حوزه امنیت سایبری آن را یک اقدام اعتراضی یا هشدارآمیز نسبت به فعالیت‌های نهادهای امنیتی در فضای اینترنت قلمداد کردند.
پس از این رخداد، وب‌سایت گرداب برای مدتی از دسترس خارج شد و سپس با تقویت تدابیر امنیتی به فعالیت خود ادامه داد. هویت هکر یا گروه هکری مسئول این حمله هرگز به صورت رسمی شناسایی یا اعلام نشد.
منبع https://snn.ir/000Js8 https://cxsecurity.com/issue/WLB-2021110123 https://dolat.ir/detail/190078 https://fararu.com/fa/news/50130/%D9%87%DA%A9%D8%B1%D9%87%D8%A7%DB%8C-%D8%B3%D8%A7%DB%8C%D8%AA-%DA%AF%D8%B1%D8%AF%D8%A7%D8%A8-%D8%AF%D8%B3%D8%AA%DA%AF%DB%8C%D8%B1-%D8%B4%D8%AF%D9%86%D8%AF https://www.magiran.com/article/2236548

## پرونده دستگیری‌ها
این مجموعه پروژه‌های مشهوری چون مضلین، فتنه عمیق، دارکوب، مرصاد، چشم روباه، ناصح و عنکبوت را پیگیری و به سرانجام رسانده است که از طریق سایت «گرداب» رسانه‌ای شده است.

### کریپتولند
این مرکز، همچنین سینا استوی مدیر صرافی کریپتولند و بنیان‌گذار توکن BRG را به اتهام کلاهبرداری و اخلال در نظام اقتصادی، در تاریخ ۲۷ اردیبهشت ۱۴۰۰ دستگیر کرد. گمان می‌رود او بیش از دو هزار میلیارد تومان اختلاس و کلاهبرداری کرده باشد.

### دستگیری مدیر کانال‌های تلگرامی سرائر، نیمه‌محرمانه و سایه‌نویس
کانال تلگرامی سپاه پاسداران، بامداد ۲۵ خرداد ۱۴۰۱ خبر از دستگیری جعبه سیاه تلگرام داد، در خبر منتشر شده ذکر شده بود که ادمین‌های این کانال‌ها در مدت فعالیت خود، با سوءاستفاده از خلأ قانونی موجود در مدیریت فضای مجازی کشور و از بستر پیام رسان تلگرام، اقدامات مذکور را صورت داده بودند. آنان درصدد بودند از طریق انتشار اسناد طبقه‌بندی شده، اعتماد بخشی از مخاطبین را کسب کرده و با انتشار اخبار گزینشی و کذب، در میان مسئولان کشور ایجاد اختلاف نمایند.
سایت رسمی گرداب نیز در تاریخ ۲۶ خرداد ۱۴۰۱ از دستگیری سه تن از ادمین‌های کانال‌های سرائر، نیمه محرمانه و سایه نویس خبر داد. و روز بعد روابط عمومی سپاه پاسداران نیز با اعلامیه ای آنرا تأیید کرد.

### دستگیری و اعدام مدیر سایت‌های «مستهجن»
گرداب در یک پروژه پیچیده مدیران تعداد زیادی از سایت‌هایی که مستهجن نامیده را دستگیر و تحویل قوه قضائیه داد که بیشتر آنها اعدام شدند. سایت بصیرت بعدها لیستی از ۱۹ سایت تعطیل شده به اشکال گوناگون منتشر کرد. قوه قضائیه اعدام یکی از این مدیران را با نام ملک پور لغو کرد که گرداب در پی آن سندی از مرتبط بودن وی به این سایت‌ها را منتشر کرد.

## تحریم
روز پنج‌شنبه ۶ ژوئیه ۲۰۲۳ دولت بریتانیا ۱۲ مقام و نهاد جمهوری اسلامی به دلیل نقض حقوق بشر در ایران در فهرست تحریم‌های خود قرار داد. از جمله این نهادها فرماندهی امنیت سایبری سپاه پاسداران انقلاب اسلامی بود.